# 2,3,3,3-四氟丙烯
2,3,3,3-四氟丙烯，别名HFO-1234yf，化学式为CH2=CFCF3，它将取代R-134a成为汽车空调中使用的制冷剂。
HFO-1234yf是一种新型的对环境几乎没有危害的制冷剂，其全球暖化潜势（GWP）仅为R-134a的1/335，大气寿命（atmospheric lifetime）则为1/400。汽车制造商可以由此满足欧盟的法规，根据相关法规的规定，2011年起在欧洲销售的所有新车中制冷制的GWP都必须低于150。
HFO-1234yf的GWP仅为4，而且它可以简单地替代R-134a。汽车制造商无需对组装线或汽车空调系统做大幅度的改造便能适用于HFO-1234yf。在所有可能的R-134a替代品中，它的转换成本是最低的，尽管其最初成本大大高于R-134a。在汽车修理店中对HFO-1234yf的操作也与R-134a并无二致，只是需要换用新的设备。其中一个原因是由于HFO-1234yf是轻微可燃的。另一个影响到R-134a与HFO-1234yf的兼容性的因素是润滑油的不同。
在汽车制造商宣布用HFO-1234yf来替代R-134a作为汽车空调制冷剂后，霍尼韦尔（Honeywell）与杜邦（DuPont）宣布将组建合资公司联合生产HFO-1234yf。虽然也有其他的企业声称有能力生产HFO-1234yf，但霍尼韦尔与杜邦拥有几乎所有的HFO-1234yf的相关专利。
2010年7月，通用汽车（GM）也宣布2013年起美国的所有雪佛兰、别克、吉姆西及凯迪拉克车型都将使用HFO-1234yf。
尽管美国采暖、制冷与空调工程师学会（ASHRAE）认为HFO-1234yf是轻微可燃的，但汽车工程师协会（SAE）多年的测试都表明在汽车空調系统的环境下它不会被点燃。其他的第三方独立机构对该产品的评估也都认为在汽车中使用HFO-1234yf与R-134a是同等安全的。在大气中HFO-1234yf会降解为三氟乙酸，这是一种有轻微植物毒性的强酸，在水中不会降解。